# Cantó de l'Alt Nebbio
El cantó d'Alt Nebbio és una antiga divisió administrativa francesa situat al departament de l'Alta Còrsega i a la Col·lectivitat Territorial de Còrsega. Va existir de 1973 a 2015.

## Administració

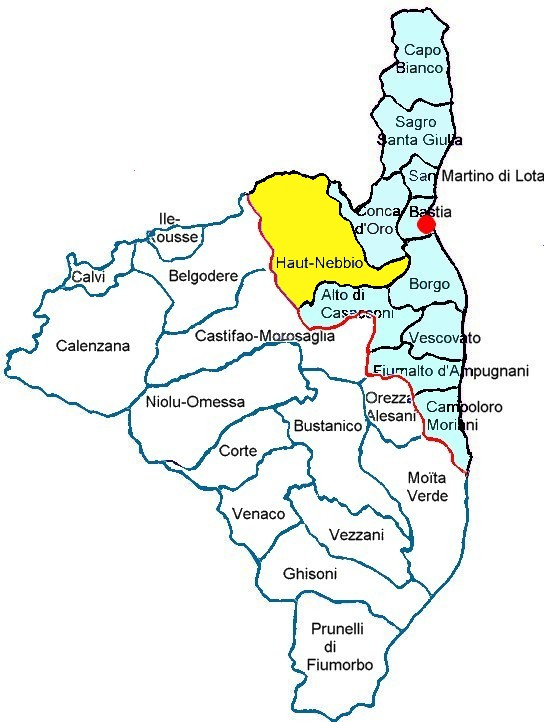
Localització del cantó de l'Alt Nebbio

| Període   | Identitat    | Partit                      | Qualitat |
| --------- | ------------ | --------------------------- | -------- |
| 1988-2015 | Claude Flori | UDF Unió Liberal de Progrés |          |

## Composició
| Nom                   | Població | Codi Postal | Codi Insee |
| --------------------- | -------- | ----------- | ---------- |
| Lama                  | 130      | 20218       | 2B136      |
| Murato                | 555      | 20239       | 2B172      |
| Pietralba             | 314      | 20218       | 2B223      |
| Piève                 | 85       | 20246       | 2B230      |
| Rapale                | 131      | 20258       | 2B257      |
| Rutali                | 247      | 20239       | 2B265      |
| Sorio                 | 148      | 20246       | 2B287      |
| San-Gavino-di-Tenda   | 56       | 20246       | 2B301      |
| Santo-Pietro-di-Tenda | 332      | 20246       | 2B314      |
| Urtaca                | 172      | 20218       | 2B332      |

## Demografia
| 1962  | 1968  | 1975  | 1982  | 1990  | 1999  |
| ----- | ----- | ----- | ----- | ----- | ----- |
| 2.387 | 2.562 | 2.192 | 1.995 | 1.925 | 2.170 |